# Vlasta Debelić
Vlasta Debelić rođ. Lorković (Pristava, 17. studenoga 1904. – Bad Lippsspringe, 1. studenoga. 1980.), bila je hrvatska pijanistica i pedagoginja na glazbenoj akademiji.

## Životopis
Kći je Ivana Lorkovića i sestra Mladena Lorkovića. Udala se za veterinarskog stručnjaka, mikrobiologa iz Prkovaca Šimu Debelića. U braku su dobili dvoje djece, Mladena, poznatog hrvatsko-njemačkog liječnika pulmologa i alergologa, i Nikolu, glazbenika, dirigenta u Sarajevu, Dubrovniku i Zagrebu te diplomata koji je bio veleposlanik Republike Hrvatske u Rumunjskoj i Moladaviji. Kad su joj se djeca rodila, suprug Šima još je bio docent, a kasnije i redovni profesor na Veterinarskom fakultetu u Zagrebu, bio je voditelj Odsjeka za veterinarstvo pri vladi Banovine Hrvatske, a nakon toga i u Vladi NDH na gospodarskim poslovima. Pred dolazak Titovih partizana u Zagreb 8. svibnja, nije pobjegao kao ostali članovi ustaške Vlade, nego je ostao u gradu raditi svoj svakodnevni posao kada su ga vlasti uhitile 17. svibnja 1945. u Zagrebu te krajem svibnja 1945. ubile na Savskoj cesti u Zagrebu.
Studirala je glasovir u klasi Svetislava Stančića na Muzičkoj akademiji u Zagrebu i diplomirala 1929. godine (pedagoški i umjetnički smjer). God. 1930/31. predavala je glasovir u srednjoj muzičkoj školi Državne muzičke akademije u Zagrebu. Od 1947. do 1956. godine bila je profesor na Muzičkoj školi u Sarajevu. Nakon osnivanja sarajevske Muzičke akademije (1955. godine), bila je stručni suradnik na glasovirskom odsjeku od 1956. godine do odlaska u mirovinu 1971. godine. U Sarajevu je usporedo razvila raznovrsnu i bogatu koncertnu djelatnost (1947. – 1971. godine): predstavila je dotad neuobičajene sadržaje kao što su izvedbe skladba pisanih za glasovir četveroručno (sa Sofijom Deželić) ili za dva glasovira (s Melitom Lorković), posebne glazbene tematske večeri (npr. Chopin s Ankom Humo) i sl. Nastupala je solistički (osobito zapažene interpretacije Schubertovih djela), kao glasovirski pratilac, također izvodeći nova domaća djela »muzikalno i tehnički briljantno« (I. Štajcer). Snimala je za Radio-Sarajevo, sudjelovala na komornim koncertima u manjim mjestima te bila redovit solist na simfonijskim koncertima u Dubrovniku i Mostaru (zapaženije su njezine izvedbe Beethovenova IV. glasovirskog koncerta i Franckovih Variations symphoniques). Djelujući kao koncertna pijanistica i iskusni pedagog u sarajevskoj i bosanskohercegovačkoj glazbenoj okolini, ugradila je svoju istančanu muzikalnost, znanje i tehničku spremu ne samo u koncertne nastupe već i u rad sa studentima te je tako znatno pridonijela tamošnjem kulturnom životu.